# Orosius lotophagorum
Orosius lotophagorum är en insektsart som beskrevs av George Willis Kirkaldy 1907. Orosius lotophagorum ingår i släktet Orosius och familjen dvärgstritar. Inga underarter finns listade i Catalogue of Life.